# الشر المميت 2
الشر المميت 2 أو ذا إيفل ديد 2 (بالإنجليزية: Evil Dead II)‏ هو فيلم رعب تم إنتاجه في الولايات المتحدة وصدر في سنة 1987. الفيلم من إخراج سام رايمي وكتابة سام رايمي.

## القصة
يبدأ الفيلم مع خلاصة مبسطة عن أحداث الجزء الأول من الفيلم. ومن ثم يذهب آش وليامز وصديقته ليندا في عطلة رومانسية في كوخ مهجور في إحدى الغابات. وبينما هم هناك يشغل آش شريط أستاذ علم الآثار (الساكن السابق للكوخ)، يتلو فيه تعويذات من كتاب الموتى (العزيف في السحب) الذي كان قد اكتشفه العالم أثناء الحفر. فتقوم التعويذة بأطلاق العنان لقوى الشر التي تتملك وفي وقت لاحق جسد ليندا. التي تقوم بمهاجمة آش، الذي يجبر على قتلها بقطع رأس صديقته بواسطة مجرفة دفاعاً عن نفسه.
بعد أن تدفن ليندا، تخرج الروح الشريرة بحثاً عن آش لتتملكه لفترة وجيزة، ومن ثم يعود إلى وضعه الطبيعي. يجد آش فرصة ضئيلة للسلامة بعد محاصرته وتدمير الجسر المؤدي إلى الكوخ. ليجعل الأمور أسوأ عليه تعيد إحياء ليندا وتهاجم آش عن طريق عض يده اليمنى. وبعد معركة شرسة معها مما أدى إلى مقتلها مرة ثانية. ومن ثم تدخل الروح الشريرة إلى يد آش اليمنى التي تعرضت للعض، والتي أصبحت تتملكها.
بينما كان آش يتعامل مع هذه القوة الشريرة، عادت ابنة البروفيسور (آني) مع شريك بحثها (إد) من عمليات الحفر ومعها المزيد من صفحات كتاب (العزيف في السحب)، ويبدأون البحث للعثور على الجسر المدمر. ويحصلون على مساعدة من (جيك) و (بوبي جو) لإرشادهم إلى المقصورة. ويحاول الاربعة العثور على آش المحاصر، الذي على ما يبدو بدأ ببطء يصل إلى الجنون بسبب الروح الشيطانية التي كانت تظهر في إحدى الغرف وتبدأ بالضحك بشكل هستيري في وجهه.
عند وصول الاشخاص الاربعة ظن آش في البداية أنهم من قوى الشر فيطلق النار عليهم من وراء الباب، ويكتشفون الحقيقة بعد الاستماع إلى تسجيل والد آني، الذي تحدث حول كيفية تملك الروح الشريرة زوجته هنريتا ودفنها في قبو المقصورة بعد تقطيع اوصالها. ومن ثم تتملك الروح الشريرة (إد) ويقوم آش بتقطيع اوصاله بواسطة فأس. وعندما تحاول بوبي جو الهرب لكنها تتعرض لهجوم من قبل الأشجار الشيطانية وتقتلها. تترجم آني اثنين من الصفحات قبل أن ينقلب جيك عليها ويلقي الصفحات إلى القبو، ويقوم بتهديدهم بالسلاح لإجبارهم على الذهاب للغابة بحثاً عن بوبي جو. وتمتلك الروح الشريرة من آش مرة أخرى وينقلب على اصحابه المتبقية له. تتراجع آني إلى المقصورة ووتقوم بطعن جيك (ظنا منها انه الشيطان) وتسحبه إلى باب القبو، حيث قتل على يد هنريتا في حمام دم. يحاول آش قتل آني ولكنه يعود إلى طبيعته عندما يرى قلادة ليندا وتذكيره لها.
يجد آش في نهاية المطاف صفحات مفقودة من الكتاب ويقتل هنريتا، التي تحولت إلى وحش طويل العنق. بعد يقتل الرماد هنريتا، وتقوم آني بترتيل التعويذة من أجل إعادة القوة شريرة إلى مكانها. وتقوم التعويذة بفتح البوابة الزمنية التي لا تكتفي بسحب القوى الشريرة فحسب، وانما الأشجار القريبة، والسيارة وآش نفسه. ولكن يد آش الممسوسة تقوم بقتل آني.
ثم يجدآش نفسه مع سيارة الاولدزموبيل في منطقة الشرق الأوسط اثناء الحملات الصليبية عام 1300 م. ثم يواجه من قبل مجموعة من الفرسان الذين يظنون بالخطأ بانه البطل الذي جاء لإنقاذ العالم، وفي تلك اللحظة ينهار آش ويصرخ من الألم.

## الميزانية والإيرادات
بلغت تكلفة إنتاج الفيلم حوالي 3.6 مليون دولار بينما حقق إيرادات تقدر بـ 5.9 مليون دولار.

## وصلات خارجية
- الشر المميت 2 على موقع IMDb (الإنجليزية)
- الشر المميت 2 على موقع ميتاكريتيك (الإنجليزية)
- الشر المميت 2 على موقع الموسوعة البريطانية (الإنجليزية)
- الشر المميت 2 على موقع روتن توميتوز (الإنجليزية)
- الشر المميت 2 على موقع نتفليكس (الإنجليزية)
- الشر المميت 2 على موقع قاعدة بيانات الأفلام العربية
- الشر المميت 2 على موقع ألو سيني (الفرنسية)
- الشر المميت 2 على موقع Turner Classic Movies (الإنجليزية)
- الشر المميت 2 على موقع أول موفي (الإنجليزية)
- الشر المميت 2 على موقع بوكس أوفيس موجو (الإنجليزية)